# Джорджтаун (Колорадо)
Джорджтаун (англ. Georgetown) — місто (англ. town) в США, в окрузі Клір-Крік штату Колорадо. Населення — 1118 осіб (2020).

## Географія
Джорджтаун розташований за координатами 39°43′2″ пн. ш. 105°41′44″ зх. д. / 39.71722° пн. ш. 105.69556° зх. д. (39.717145, -105.695521).  За даними Бюро перепису населення США в 2010 році місто мало площу 3,01 км², з яких 2,75 км² — суходіл та 0,26 км² — водойми. В 2017 році площа становила 2,85 км², з яких 2,58 км² — суходіл та 0,26 км² — водойми.

### Клімат
| Клімат : Джорджтаун   | Клімат : Джорджтаун | Клімат : Джорджтаун | Клімат : Джорджтаун | Клімат : Джорджтаун | Клімат : Джорджтаун | Клімат : Джорджтаун | Клімат : Джорджтаун | Клімат : Джорджтаун | Клімат : Джорджтаун | Клімат : Джорджтаун | Клімат : Джорджтаун | Клімат : Джорджтаун | Клімат : Джорджтаун |
| Показник              | Січ.                | Лют.                | Бер.                | Квіт.               | Трав.               | Черв.               | Лип.                | Серп.               | Вер.                | Жовт.               | Лист.               | Груд.               | Рік                 |
| Середній максимум, °C | 2,6                 | 3,6                 | 6,8                 | 10,2                | 15,9                | 21,9                | 25,7                | 24,1                | 20,2                | 13,8                | 7,3                 | 2,3                 | 12,8                |
| Середній мінімум, °C  | −9,6                | −9,7                | −6,8                | −3,8                | 1,1                 | 5,1                 | 9,1                 | 7,6                 | 3,3                 | −1,4                | −5,9                | −9,7                | −1,7                |
| Норма опадів, мм      | 21                  | 22                  | 44                  | 60                  | 51                  | 41                  | 60                  | 60                  | 40                  | 32                  | 23                  | 23                  | 477                 |
| --------------------- | ------------------- | ------------------- | ------------------- | ------------------- | ------------------- | ------------------- | ------------------- | ------------------- | ------------------- | ------------------- | ------------------- | ------------------- | ------------------- |
| Джерело: NOAA         |                     |                     |                     |                     |                     |                     |                     |                     |                     |                     |                     |                     |                     |

## Демографія
Згідно з переписом 2010 року, у місті мешкали 1034 особи в 505 домогосподарствах у складі 246 родин. Густота населення становила 343 особи/км².  Було 758 помешкань (252/км²).
Расовий склад населення:
| - 93,9 % — білих - 1,4 % — чорних або афроамериканців - 1,2 % — корінних американців - 0,8 % — азіатів - 1,2 % — осіб інших рас |

До двох чи більше рас належало 1,6 %. Частка іспаномовних становила 8,4 % від усіх жителів.
За віковим діапазоном населення розподілялося таким чином: 14,7 % — особи молодші 18 років, 71,7 % — особи у віці 18—64 років, 13,6 % — особи у віці 65 років та старші. Медіана віку мешканця становила 44,4 року. На 100 осіб жіночої статі у місті припадало 108,9 чоловіків;  на 100 жінок у віці від 18 років та старших — 115,6 чоловіків також старших 18 років.
Середній дохід на одне домашнє господарство  становив 76 047 доларів США (медіана — 62 375), а середній дохід на одну сім'ю — 100 603 долари (медіана — 84 342). Медіана доходів становила 50 000 доларів для чоловіків та 41 750 доларів для жінок. За межею бідності перебувало 9,1 % осіб, у тому числі 8,5 % дітей у віці до 18 років та 0,0 % осіб у віці 65 років та старших.
Цивільне працевлаштоване населення становило 559 осіб. Основні галузі зайнятості: освіта, охорона здоров'я та соціальна допомога — 17,0 %, мистецтво, розваги та відпочинок — 16,8 %, роздрібна торгівля — 16,5 %.